# Dyrektoriat Obwodu Kłajpedzkiego

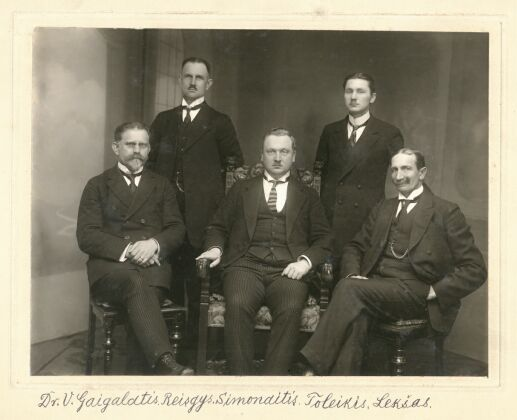
Dyrektoriat Simonaitisa, zorganizowane w celu ułatwienia wybuchu powstania w Kłajpedzie w styczniu 1923 r.

Dyrektoriat Regionu Kłajpedy (niem. Landesdirektorium; lit. Klaipėdos krašto direktorija) był głównym organem władzy wykonawczej w Okręgu Kłajpedy od lutego 1920 do marca 1939. Została utworzony przez lokalne niemieckie partie polityczne w celu rządzenia regionem w okresie od podpisania traktatu wersalskiego do ustanowienia francuskiej administracji aprowizacyjnej. Zamiast go zastąpić, Francuzi zalegalizowali Dyrektoriat. Reprezentował głównie interesy niemieckie i popierał ideę stworzenia z regionu wolnego miasta, podobnego do Wolnego Miasta Gdańska. Zaniepokojony rząd litewski i pruscy działacze litewscy, którzy prowadzili kampanię na rzecz włączenia regionu do Litwy, zorganizowali powstanie w Kłajpedzie w styczniu 1923 roku. Bunt został zorganizowany jako powstanie ludowe przeciwko uciskowi ze strony niemieckiego Dyrektoriatu. Rewolta zakończyła się sukcesem, a region został wcielony do Litwy jako region autonomiczny, podlegający konwencji kłajpedzkiej z maja 1924 r.
Spór proceduralny dotyczący rozwiązania Dyrektoriatu Otto Böttchera w 1932 r. został rozstrzygnięty dopiero przez Stały Trybunał Sprawiedliwości Międzynarodowej. Relacje te ustabilizowały się pod koniec lat 30. XX wieku, gdy zarówno parlament, jak i Dyrektoriat zaczęły wspierać działania pronazistowskie. Rosnące napięcie między nazistowskimi Niemcami a Litwą doprowadziło do ultimatum w marcu 1939 r. Terytorium Kłajpedy zostało przyłączone do Niemiec, a instytucje autonomiczne rozwiązano.

## Administracja francuska
Zgodnie z traktatem wersalskim z czerwca 1919 r. Okręg Kłajpedy został odłączony od Prus Wschodnich i oddany pod tymczasową administrację francuską. Jeszcze przed oficjalnym podpisaniem traktatu niemieckie partie polityczne utworzyły protoparlament (niem. Vorparlament) i utworzyły siedmioosobowy Komitet Wykonawczy (niem. Arbeitsausschus), który miał sprawować władzę tymczasową w regionie. 10 lutego 1920 roku w regionie pojawiły się pierwsze wojska francuskie pod dowództwem generała Dominique’a Josepha Odry’ego. Tydzień później Odry uznał Komitet Wykonawczy i przekształcił go w Dyrektoriat. Początkowo jej członkami byli wyłącznie Niemcy, co wywołało protesty wśród pruskich działaczy litewskich. Dwóch Litwinów, Erdmonas Simonaitis i Mikelis Reidys, zostało do niego dołączonych 12 marca 1920 r. Odry zrezygnował 1 maja 1921 r., pozostawiając Gabriela Jeana Petisnégo na stanowisku najwyższego urzędnika w regionie. Powołał nowy Zarząd, na którego czele stanął proniemiecki pruski Litwin Wilhelm Steputat. We wrześniu 1921 r. powołał 20-osobową doradczą Radę Państwa (niem. Staatsrat; lit. Valstybės taryba). Petisné i Dyrektoriat generalnie prezentowali postawę antylitewską i opowiadali się za przekształceniem regionu w wolne miasto, podobne do Wolnego Miasta Gdańska. W lutym 1922 r. Simonaitis zrezygnował ze stanowiska na znak protestu przeciwko takiej polityce .
Dyrektoriat odpowiadał za instytucje publiczne (kolej, pocztę, urząd celny itp.), ale jego jurysdykcja nad policją i sądami ograniczała się do spraw finansowych. Prezes Dyrektoriatu stał na czele administracji i miał szerokie uprawnienia. Członkowie instytucji byli mianowani i odwoływani przez komisarza francuskiego.

## Przejęcie władzy przez Litwę i konwencja kłajpedzka
Widząc, że region ma szansę stać się wolnym miastem, rząd litewski i aktywiści zaczęli organizować powstanie, aby siłą przejąć region i postawić Ligę Narodów przed faktem dokonanym. Litewski premier Ernestas Galvanauskas zadbał o to, aby przedstawić bunt jako prawdziwe powstanie miejscowej ludności przeciwko uciskowi ze strony niemieckiego Dyrektoriatu. Taki plan miał na celu zapobiegnięcie protestom ze strony państw ententy do rządu litewskiego a także wykorzystanie nastrojów antyniemieckich w Europie. 9 stycznia 1923 r. Najwyższy Komitet Ocalenia Małej Litwy ogłosił, że przejmuje władzę w regionie, rozwiązał Dyrektoriat Steputata i upoważnił Simonaitisa do utworzenia nowego pięcioosobowego Dyrektoriatu w ciągu trzech dni. Rebelianci złożyli petycję o przyłączenie się do Litwy, powołując się na prawo do samostanowienia. Liga Narodów początkowo protestowała przeciwko powstaniu, ale szybko zaakceptowała przyłączenie terenu do Litwy. Dyrektoriat Simonaitisa został rozwiązany 14 lutego w celu uspokojenia Ligi Narodów. Litwini pozostawili administrację regionu w formie, w jakiej istniała ona przed powstaniem, aż do podpisania konwencji kłajpedzkiej, która formalnie przyznała region Kłajpedy Litwie w maju 1924 r.
Konwencja kłajpedzka zawierała Statut Regionu Kłajpedy, który był odpowiednikiem konstytucji regionalnej. Choć region ten stał się integralną częścią Litwy, przyznano mu szeroką autonomię ustawodawczą, sądowniczą, administracyjną i finansową w celu zachowania „tradycyjnych praw i kultury mieszkańców”. Władze regionu wybrały swój lokalny parlament. Członków Dyrektoriatu wyznaczał jego przewodniczący, który był mianowany przez gubernatora, który z kolei był wyznaczany przez Prezydenta Litwy. Dyrektoriat składał się z nie więcej niż pięciu członków, którzy musieli być mieszkańcami regionu i pełnili swoją funkcję tak długo, jak długo Dyrektoriat cieszył się zaufaniem parlamentu Kłajpedy. Gubernator w porozumieniu z Dyrektoriatem mógł rozwiązać parlament. Instytucja miała prawo inicjować ustawodawstwo, wydawać paszporty regionalne, mianować dożywotnio sędziów trybunału, różnych urzędników oraz jednego członka trzyosobowej Rady Portowej odpowiedzialnej za port w Kłajpedzie. Do spraw podlegających bezpośrednio uprawnieniom parlamentu i dyrektoriatu należały: kult publiczny i edukacja, lokalne podziały administracyjne, służba zdrowia i opieka społeczna, drogi i roboty publiczne, ustawodawstwo cywilne, karne i handlowe, lokalna policja oraz podatki (z wyjątkiem ceł).

## Stosunki litewsko-niemieckie

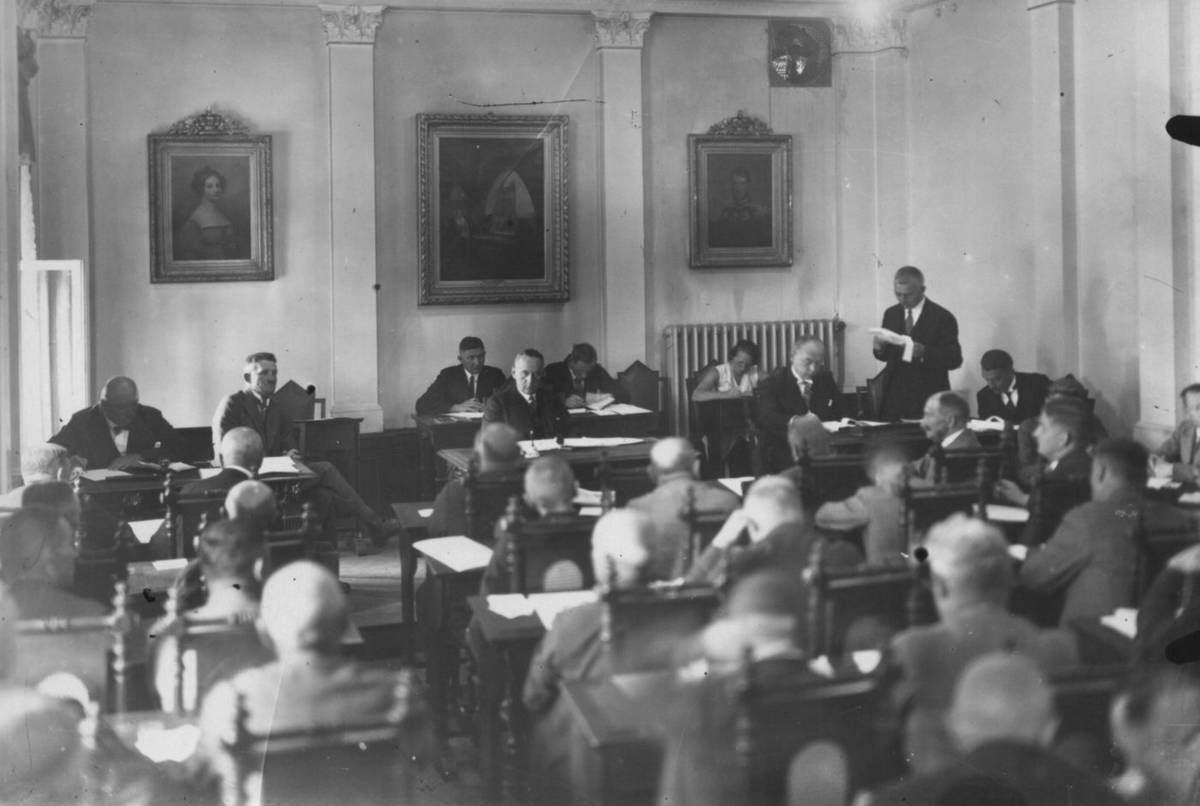
Sesja Dyrektoriatu Obwodu Kłajpedzkiego w 1932 r.

Relacje między Dyrektoriatem, który był bardziej prolitewski, a lokalnym parlamentem, który wykazywał poglądy proniemieckie, były napięte i często prowadziły do konfliktów na tle interpretacji Konwencji i Statutu Kłajpedzkiego. Spośród sześciu wybranych parlamentów tylko dwa ukończyły pełną trzyletnią kadencję. Dyrektoriat często otrzymywał od parlamentu wotum nieufności i musiał być zastępowany nowym. Lokalne spory odzwierciedlały rosnące napięcia między Litwą a Niemcami, które stawały się coraz bardziej rewizjonistyczne po śmierci ministra spraw zagranicznych Gustava Stresemanna w 1929 r. Jako stały członek Rady Ligi Narodów, Niemcy skorzystały z przysługującego im na mocy Konwencji prawa do przekazywania sporów lokalnych do rozpatrzenia przez Ligę Narodów.

### Powołanie Martynasa Reisgysa
W sierpniu 1930 r. wybuchł spór o nominację prolitewskiego Martynasa Reisgysa. Parlament uchwalił wotum nieufności, Reisgys rozwiązał parlament, a Niemcy przekazały rozwiązanie sporu Lidze. Litwa, chcąc uniknąć jej interwencji, zawarła kompromis z Niemcami, mianując Otto Böttchera prezesem Dyrektoriatu.

### Odwołanie Otto Böttchera
Po zawarciu w 1931 r. układu celnego między Litwą a Niemcami eksport produktów rolnych z Kłajpedy do Prus Wschodnich gwałtownie spadł. W grudniu 1931 roku Böttcher i dwaj członkowie parlamentu w tajemnicy udali się do Berlina, aby omówić kwestię importu produktów rolnych z niemieckim ministrem spraw zagranicznych i ministrem rolnictwa.
Gdy Litwini dowiedzieli się o tej podróży, gubernator Antanas Merkys odwołał Böttchera za przekroczenie swoich uprawnień, ponieważ konwencja kłajpedzka pozostawiła sprawy zagraniczne jako wyłączne kompetencje centralnego rządu litewskiego. Po raz pierwszy Dyrektoriat został rozwiązany bez zgody parlamentu, który twierdził, że tym samym złamane zostały ustalenia konwencji. Następnie Merkys mianował Jonasa Tolišiusa i Eduardasa Simaitisa na stanowiska prezesów, jednak żaden z nich nie uzyskał wotum zaufania od parlamentu. W obliczu impasu Merkys i Simaitis rozwiązali parlament.
Niemcy przekazały spór Lidze Narodów, która z kolei przekazała sprawę do Stałego Trybunału Sprawiedliwości Międzynarodowej. W sierpniu 1932 r. Trybunał orzekł, że Litwa ma prawo odwołać Böttchera i mianować Simaitisa, lecz nie ma prawa rozwiązać parlamentu. Nowe wybory do parlamentu odbyły się w maju 1932 roku. W celu normalizacji sytuacji, gubernatora Merkysa zastąpił bardziej liberalny zawodowy dyplomata Vytautas Gylys, a prezydenta Simaitisa - przemysłowiec Ottomar Schreiber.

### Sprawa Neumanna Sassa
Względny spokój został zakłócony przez przejęcie władzy w Niemczech przez nazistów. Miejscowi działacze niemieccy Theodor von Sass i Ernst Neumann zaczęli organizować partie pronazistowskie (Christlich-Sozialistische Arbeitsgemeinschaft lub CSA i Sozialistische Volksgemeinschaft lub SOVOG) wiosną i latem 1933 r. Litwini odpowiedzieli, mianując w listopadzie 1933 r. na stanowisko gubernatora zwolennika litewskich interesów Jonasa Navakasa. Aby zwalczać rozprzestrzenianie się nazizmu, CSA i SOVOG zostały zdelegalizowane, a ich przywódcy i ponad 100 członków zostało aresztowanych i postawionych przed sądem za działalność antypaństwową. Navakas zażądał, aby Dyrektoriat zwolnił nauczycieli i innych urzędników, którzy byli członkami partii antypaństwowych lub w inny sposób nielojalni wobec państwa.
Gdy Schreiber stawiał opór, Navakas zdymisjonował Dyrektoriat, mianując jako jego przewodniczącego prolitewskiego Martynasa Reisgysa. Było oczywiste, że Reisgys nie uzyska wotum zaufania od parlamentu. Tak więc na dwa tygodnie przed sesją parlamentu, litewski dowódca wojskowy rozwiązał proniemiecką Kłajpedzką Partię Rolniczą, posiadającą 11 miejsc w parlamencie, pod pretekstem, podżegania do buntu i zabraniania swoim członkom zasiadania w parlamencie. W związku z tym parlament nie miał wystarczającego kworum, aby odrzucić Reisgysa.
Niemcy wycofały się z Ligi Narodów w październiku 1933 r. z powodu zbrojeń i nie mogły bezpośrednio zwrócić się do niej z prośbą o interwencję. W związku z tym złożyły petycję do sygnatariuszy Konwencji, lecz ci zwlekali i odpowiedzieli jedynie poprzez wysłanie not dyplomatycznych. Litwa odpowiedziała, zastępując gubernatora Navakasa - Kurkauskasem, a prezydenta Reisgysa - Brūvelaitisem i włączając do Dyrektoriatu Niemców, dając im większość w tej instytucji. Ten kompromis również spotkał się z oporem.

### Przejęcie przez Niemcy
Nowe wybory do parlamentu odbyły się w listopadzie 1935 roku. Litwini celowo opóźnili ich przeprowadzenie ponad sześciotygodniowy okres przewidziany przez Konwencję, licząc na zbudowanie prolitewskiego rozpędu. Mimo wysiłków litewscy kandydaci zdobyli tylko pięć mandatów.  Prezesem ogólnoniemieckiego zarządu został mianowany Baldžius. W rzeczywistości siły proniemieckie kontrolowały ten region. Powróciła względna stabilność, a aktywiści proniemieccy i pronazistowscy zwiększyli swoje wpływy. Prowadzili kampanię na rzecz ponownego przyłączenia regionu do Niemiec.
Ostatecznie wyroki oskarżonych w sprawie Neumanna i Sassa zostały złagodzone, a wielu z sukcesem wystartowało w wyborach w grudniu 1938 r. Wilhelm Bertuleit, prawa ręka Neumanna, został prezesem Dyrektoriatu. Oczekiwano, że nowy parlament zagłosuje za odłączeniem się od Litwy już na początku marca 1939 r. Jednakże Litwa przekazała ten region Niemcom po ultimatum z 20 marca 1939 r. W następstwie Dyrektoriat i parlament zostały rozwiązane.

## Kościół
Konwencja określała strukturę organizacyjną, kompetencje i relacje pomiędzy centralnym rządem litewskim a instytucjami autonomicznego regionu – Dyrektoriatu, parlamentu i gubernatora. Umożliwiało to Dyrektoriatowi pod przewodnictwem Viktorasa Gailiusa zawarcie z Kościołem Ewangelickim Unii Pruskiej Porozumienia w sprawie Kościoła Ewangelickiego Terytorium Kłajpedy (niem. Abkommen betr. die evangelische Kirche des Memelgebietes) z dnia 23 lipca 1925 r. w sprawie organizacji zborów protestanckich. Zbory na terytorium Kłajpedy odłączyły się od dawnej pruskiej prowincji kościelnej Prus Wschodnich i utworzyły Regionalną Federację Synodalną Terytorium Kłajpedy (niem. Landessynodalverband Memelgebiet) jako prowincję kościelną podległą bezpośrednio Najwyższej Radzie Kościoła Ewangelickiego.

## Prezesi Dyrektoriatu
| Od         | Do         | Imię niemieckie    | Imię litewskie      |
| ---------- | ---------- | ------------------ | ------------------- |
| 1920-02-17 | 1921-08-05 | Arthur Altenberg   | Artūras Altenbergas |
| 1921-08-06 | 1923-01-09 | Wilhelm Steputat   | Vilius Steputaitis  |
| 1923-01-13 | 1923-02-14 | Erdmann Simoneit   | Erdmonas Simonaitis |
| 1923-02-15 | 1925-02-04 | Viktor Gailus      | Viktoras Gailius    |
| 1925-02-15 | 1926-01-15 | Heinrich Borchert  | Endrius Borchertas  |
| 1926-01-16 | 1926-11-24 | Erdmann Simoneit   | Erdmonas Simonaitis |
| 1926-11-25 | 1927-01-04 | Wilhelm Falk       | Vilius Falkas       |
| 1927-01-05 | 1927-12-04 | Wilhelm Schwellnus | Vilius Švelnius     |
| 1927-12-05 | 1930-08-08 | Otto Kadgiehn      | Otas Kadgynas       |
| 1930-08-16 | 1931-01-12 | Martin Reisgys     | Martynas Reisgys    |
| 1931-01-13 | 1932-02-05 | Otto Böttcher      | Otas Betcheris      |
| 1932-02-06 | 1932-03-01 | Jan Tolischus      | Jonas Tolišius      |
| 1932-03-02 | 1932-06-06 | Eduard Simaitis    | Eduardas Simaitis   |
| 1932-06-07 | 1934-06-28 | Ottomar Schreiber  | Otomaras Šreiberis  |
| 1934-06-28 | 1934-12-03 | Martin Reisgys     | Martynas Reizgys    |
| 1934-12-04 | 1935-11-27 | Georg Bruweleit    | Jurgis Brūvelaitis  |
| 1935-11-28 | 1939-01-19 | August Baldszus    | Augustas Baldžius   |
| 1939-01-19 | 1939-03-23 | Wilhelm Bertuleit  | Vilius Bertulaitas  |